# NGC 7692
NGC 7692 је галаксија у сазвежђу Водолија која се налази на NGC листи објеката дубоког неба.
Деклинација објекта је - 5° 35' 46" а ректасцензија 23h 32m 46,7s. Привидна величина (магнитуда) објекта NGC 7692 износи 14,8 а фотографска магнитуда 15,4. NGC 7692 је још познат и под ознакама MCG -1-60-3, IRAS 23302-0552, PGC 71712.